# Escats
Escats es un grupo costarricense conformado por Luis Alonso Naranjo (piano y voz), Felipe Contreras (bajo, guitarras y coros) y Kin Rivera Jr (batería y percusión),y creado a finales del 2004 junto a Nelson Segura, bajista que perteneció a Escats durante varios años. En el 2010, ellos siguen siendo los músicos activos del grupo, y están firmados por Universal Music de Centroamérica.

## Integrantes
Sus miembros son reconocidos a nivel nacional e internacional por su calidad musical y han tocado para artistas de gran renombre internacional como Fareed Haque (Sting), Jean Michael Byron (ex-Toto), Rachelle Jeanty (Celine Dion), Andy Summers (The Police).

### Luis Alonso Naranjo
Participó en la grabación del álbum "De Corazón a Corazón", producido por el reconocido productor Luis Márquez (Willie Chirino), en donde cantó en 6 temas tipo salsa fusión, compuso uno de ellos y mezcló 6 canciones del álbum. Ha tenido a su cargo la producción y grabación de varios álbumes costarricenses y puertorriquenos.

### Felipe Contreras
Ingresó a Escats en el 2012. Ha participado en las giras de los últimos meses por toda Costa Rica. Actualmente es el bajista de la banda. Ha grabado más de 300 discos de diversos géneros musicales, tales como pop, rock, cumbia, merengue, salsa, entre otros.

### Kin Rivera Jr
Baterista endorsado por las prestigiosas marcas Sabian (platillos), Vic Firth (bolillos/baquetas), Peace (baterías). Ha grabado gran cantidad de sencillos para diferentes artistas y jingles para diferentes marcas y/o empresas, también ha grabado alrededor de 34 CD para diferentes artistas como: Porpartes, Arnoldo Castillo, José Canas, Ruta Uno, Jennifer Salinas, Rut Mixter, Adrián Goizueta, Team VIP, Ares, entre muchos otros. Estuvo nominado al Grammy Latino en el año 2007 con el disco Solo paz (Porpartes). En el 2010 estrenó su primer DVD solista como baterista llamado Más allá. Y en el segundo semestre del 2014, estará sacando al mercado su nuevo DVD solista llamado Live drumming. Actualmente además de baterista de sesión y en vivo, es ingeniero de grabación y productor.
Con disco de oro, más de 12 sencillos número 1 en listas de popularidad y sus éxitos difundiéndose en todo el continente, ESCATS está conquistando el mercado hispano.
La banda está compuesta por Luis Alonso Naranjo (voz y teclados) Kin Rivera Jr (batería) y Felipe Contreras (bajo) y tiene un sonido pop moderno con canciones que hablan del amor y el desamor.

## Discografía
- 2007: Para quien quiera que seas, donde quieras que estés.
- 2008: Para que estés en el concierto! -DVD en Vivo-.
- 2010: Manual Práctico del Amor y Desamor.
- 2012: Single "Cada Vez".
- 2013: Radio Hits - Recopilatorio.
- 2015: Que lindas que son las ticas".

## Enlaces
- Wikimedia Commons alberga una categoría multimedia sobre Escats.
- Sitio oficial, incluye el blog del grupo
- Escats en la Revista Perfil (enlace roto disponible en Internet Archive; véase el historial, la primera versión y la última).
- Kin Rivera Jr Sitio oficial

- Datos: Q5397136
- Multimedia: Escats / Q5397136